# Schlicker Siel

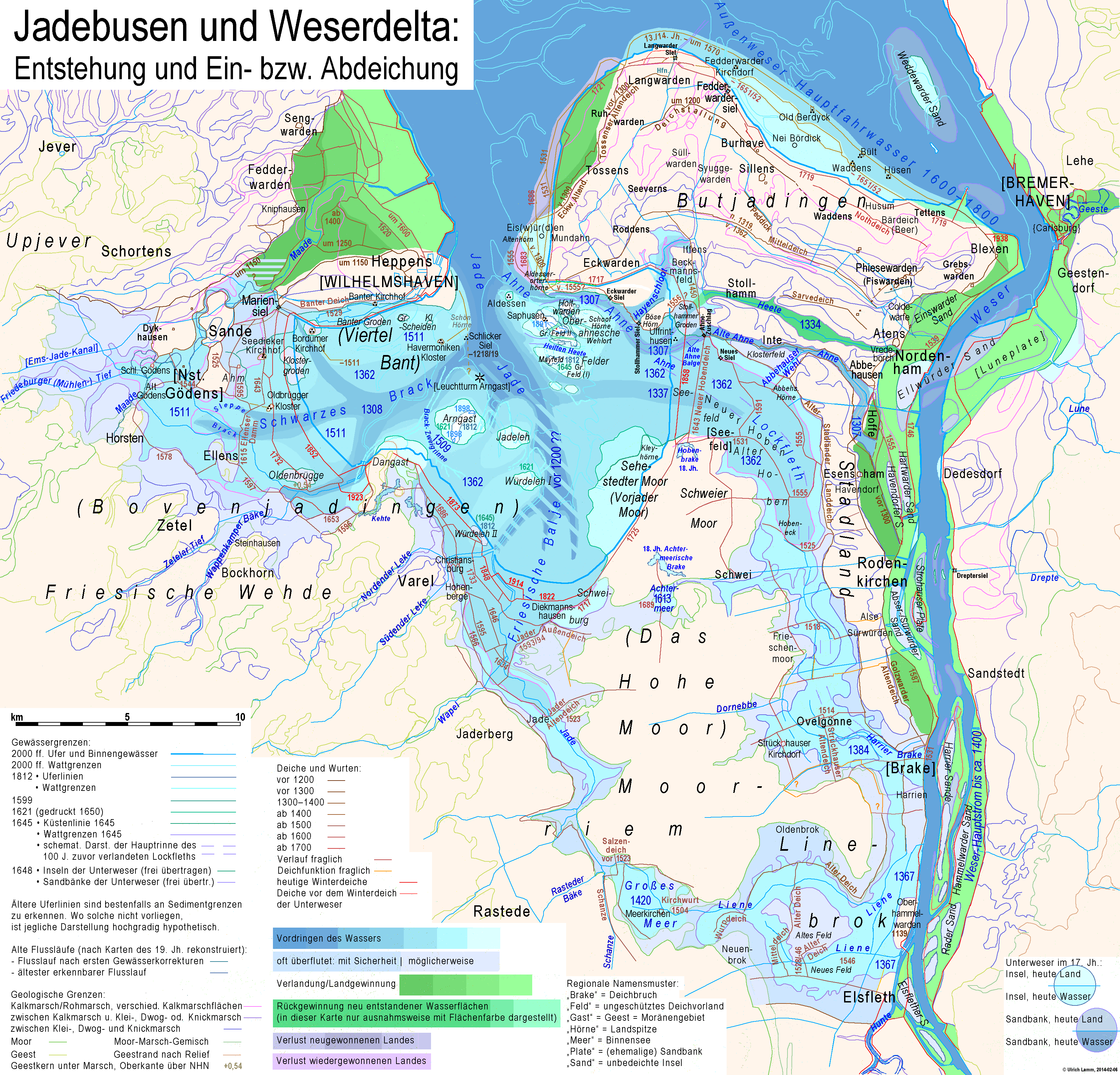
Das Schlicker Siel ist südöstlich von Wilhelmshaven eingezeichnet

Das Schlicker Siel war ein Siel in der Grafschaft Oldenburg in Jeverland. Es gehörte zum Entwässerungssystem zwischen Maade und Jadebusen, dessen östliches Gebiet um Heppens (heute Zentrum Wilhelmshaven) bis zum Ende des Mittelalters in südöstlicher Richtung in die alte Jaderinne entwässerte, wo aufgrund historischer Quellen das Schlicker Siel vermutet wird.
Koordinaten: 53° 28′ 0″ N, 8° 10′ 0″ O
Unter der Annahme, dass der Arngaster Deich an die Heppenser Deiche angeschlossen war, kann vermutet werden, dass das Schlicker Siel zu diesen Deichen gehörte und den Ausfluss des vom Kirchspiel Oldebrügge herkommenden Binnentiefs bildete.
Laut einer phantasiereichen Sage des 16. Jahrhunderts hätte der Siel im Jahr 970 kupferne Tore bekommen. Diese wurden angeblich in der schweren Sturmflut am 16. Januar 1219 zerstört, wodurch erhebliche Landverluste entstanden. Zeitgenössische Quellen fehlen immerhin.